# Kazimierz Dworak

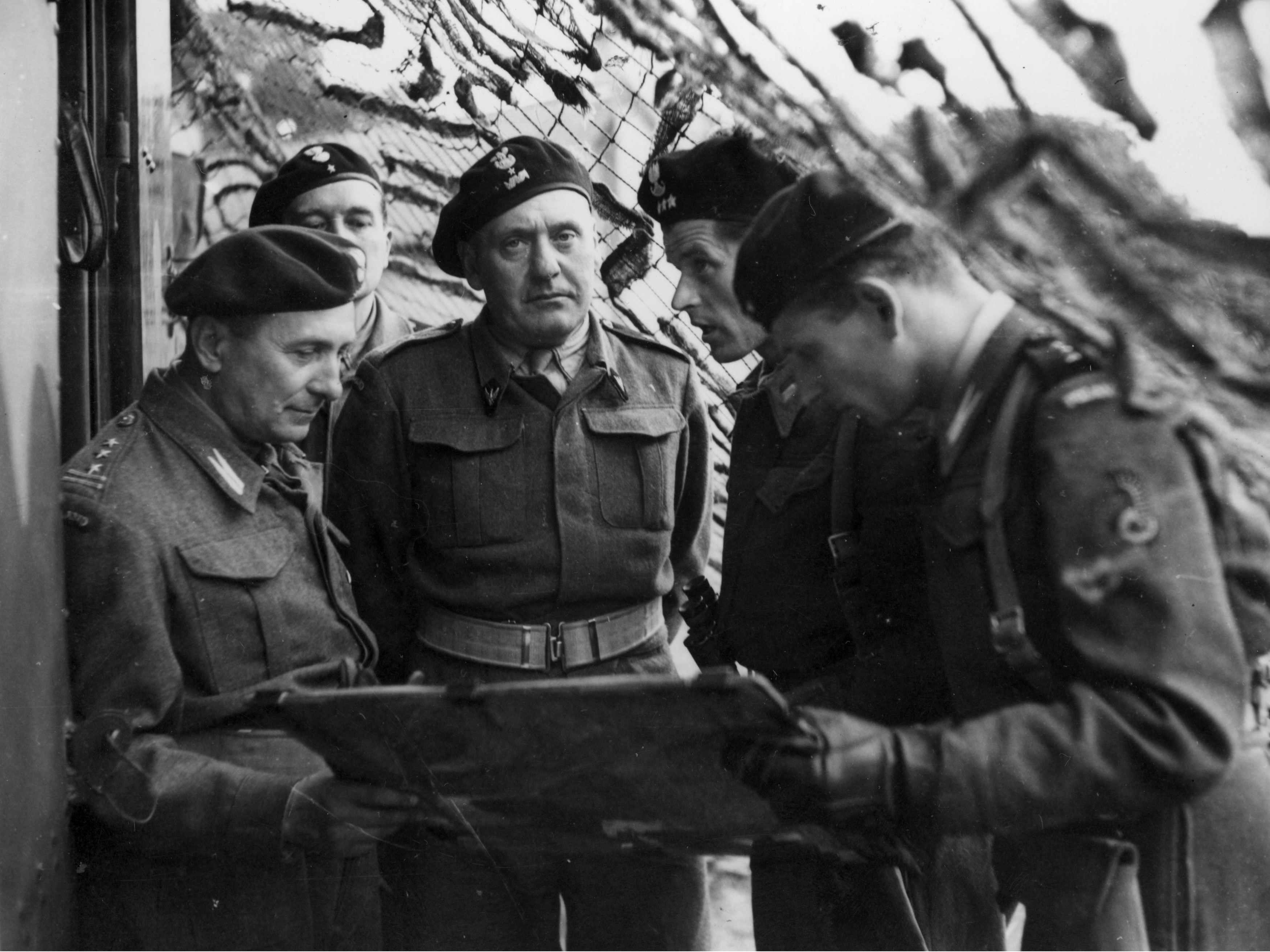
1 DPanc. – ćwiczenia przed inwazją na kontynent; odprawa. Od lewej: płk. dypl. Kazimierz Dworak, gen. Stanisław Maczek, rtm. T. Wysocki; lipiec 1944.

Kazimierz Juliusz Tadeusz Dworak (ur. 7 stycznia 1895 w Rzeszowie, zm. 3 listopada 1954 w Londynie) – generał brygady Wojska Polskiego.

## Życiorys
W Krakowie skończył studia prawnicze, a następnie jako oficer kawalerii służył w armii austriackiej. Po wybuchu I wojny światowej dostał się do niewoli włoskiej, a następnie wstępuje do Armii Polskiej we Francji gen. Hallera, gdzie od grudnia 1918 do marca 1919 był dowódcą szwadronu w 3 pułku szwoleżerów. Jeszcze we Francji skończył kurs Sztabu Generalnego.
Od maja 1919 do czerwca 1921 pełnił służbę w 12 Dywizji Piechoty i uczestniczył w wojnie polsko-bolszewickiej. Od czerwca do października 1921 był słuchaczem kursu wyższych dowódców we Francji.
3 maja 1922 został zweryfikowany w stopniu rotmistrza ze starszeństwem z dniem 1 czerwca 1919 roku i 390. lokatą w korpusie oficerów jazdy (od 1924 roku – korpus oficerów kawalerii), a jego oddziałem macierzystym był 6 pułk strzelców konnych. W 1923 pełnił służbę w Generalnym Inspektoracie Jazdy w Warszawie na stanowisku referenta, pozostając oficerem nadetatowym 6 psk. 2 listopada 1923 został przydzielony do 6 psk w Żółkwi z jednoczesnym odkomenderowaniem do Wyższej Szkoły Wojennej w Warszawie, w charakterze słuchacza jednorocznego kursu doszkolenia. Z dniem 15 października 1924 roku, po ukończeniu kursu i otrzymaniu dyplomu naukowego oficera Sztabu Generalnego, został przydzielony do 6 Samodzielnej Brygady Kawalerii w Stanisławowie na stanowisko szefa sztabu. 1 grudnia 1924 roku został mianowany majorem ze starszeństwem z dniem 15 sierpnia 1924 roku i 41. lokatą w korpusie oficerów kawalerii. W grudniu 1925 został przeniesiony do 9 pułku ułanów w Trembowli na stanowisko dowódcy 1 szwadronu. Od stycznia 1927 w Departamencie II Kawalerii MSWojsk. 31 października tego roku ogłoszono jego przeniesienie do 2 Dywizji Kawalerii na stanowisko szefa sztabu. 20 lutego 1930 ogłoszono jego przeniesienie do 15 pułku ułanów w Poznaniu na stanowisko zastępcy dowódcy pułku. Został awansowany do stopnia podpułkownika kawalerii ze starszeństwem z dniem 1 stycznia 1931. We wrześniu 1932 został przeniesiony do 24 pułku ułanów w Kraśniku na stanowisko dowódcy pułku. W 1937 przeprowadził motoryzację pułku, który włączono w skład 10 Brygady Kawalerii. 19 marca 1938 awansował na pułkownika. W 1938 na czele pułku wziął udział w zajęciu Zaolzia.
Po wybuchu II wojny światowej 1939 walczył w kampanii wrześniowej. Brał udział w obronie Rzeszowa jako dowódca 24 pułku ułanów. 19 września z całą brygadą przekroczył granicę z Węgrami, gdzie był internowany, po czym przedostał się do Francji. W okresie od stycznia do maja 1940 pełnił obowiązki zastępcy dowódcy Brygady Pancerno-Motorowej, a od maja do czerwca tego samego roku dowódca Ośrodka Zapasowego Kawalerii we Francji. Od października 1940 do stycznia 1941 służył w I Korpusie w Anglii na stanowisku zastępcy dowódcy 10 Brygady Kawalerii Pancernej stacjonującej w Szkocji, a do marca 1942 dowódcy 5 Brygady Kadrowej Strzelców.
Od marca 1942 pełnił funkcję zastępcy dowódcy 1 Dywizji Pancernej, z którą brał udział w inwazji we Francji walcząc w jej składzie do kwietnia 1945. W kwietniu 1945 został przeniesiony do Inspektoratu Wyszkolenia Wojska, a w październiku tego roku wyznaczony na stanowisko zastępcy dowódcy I Korpusu Polskiego. 1 kwietnia 1945 został mianowany generałem brygady. Po wojnie zamieszkał w Anglii, gdzie żył w wyjątkowo skromnych warunkach podejmując także pracę fizyczną, pochowany na cmentarzu w Wandsworth.
W 1928, w numerach 6 (32) i 7 (33) Przeglądu Kawaleryjskiego opublikował artykuł „Charakterystyka użycia i działań kawalerii dywizyjnej”.

## Ordery i odznaczenia
- Krzyż Złoty Orderu Wojennego Virtuti Militari nr 145 (za kampanię wrześniową 1939)[18]
- Krzyż Srebrny Orderu Wojskowego Virtuti Militari (1921)[19]
- Krzyż Kawalerski Orderu Odrodzenia Polski (11 listopada 1934)[20][21]
- Krzyż Walecznych (dwukrotnie, po raz pierwszy w 1921)[22]
- Złoty Krzyż Zasługi (10 listopada 1938)[23]
- Krzyż Komandorski Orderu Imperium Brytyjskiego (Wielka Brytania)[24]
- Krzyż Komandorski z Palmą Orderu Korony (Belgia, za kampanie w północno-zachodniej Europie 1944–1945)
- Krzyż Oficerski Orderu Gwiazdy Rumunii (Rumunia, 13 listopada 1923)[25].
- Oficer Orderu Legii Honorowej (Francja)[26]
- Kawaler Orderu Legii Honorowej (Francja)
- Krzyż Kawalerski Orderu Gwiazdy Czarnej (Francja, 13 listopada 1923)[25]
- Krzyż Wojenny z palmą (Francja)[27]
- Krzyż Wojenny (Francja, 13 listopada 1923)[25]
- Medal Pamiątkowy Wojny 1939–1945 (Francja)
- Medal Zwycięstwa („Médaille Interalliée”)